# Брушано
Брушано (итал. Brusciano) — город в Италии, располагается в регионе Кампания, в провинции Неаполь.
Население составляет 15 526 человек (на 2004 г.), плотность населения составляет 3040 чел./км². Занимает площадь 5 км². Почтовый индекс — 80031. Телефонный код — 081.
Покровителем города почитается святой Себастьян. Праздник ежегодно празднуется 20 января.